# 戴恩維爾鎮區 (北達科他州迪瓦德縣)
戴恩維爾鎮區（英語：Daneville Township）是位於美國北達科他州迪瓦德縣的一個鎮區。

## 地方資料
戴恩維爾鎮區的面積為134.44平方千米，當中陸地面積為131.06平方千米，而水域面積為3.38平方千米。根據2020年美國人口普查的數據，當地共有人口35人，而人口密度為每平方千米0.26人。